# Kaggalipura, Chamarajanagar
Kaggalipura là một làng thuộc tehsil Chamarajanagar, huyện Chamarajanagar, bang Karnataka, Ấn Độ.